# ФК „Вето“ (Цалапица)
ФК „Вето“ (Цалапица) е български футболен клуб от село Цалапица, област Пловдив. През сезон 2022/23 клубът ще се състезава в ОФГ Пловдив – западна подгрупа.

## История
Клубът е създаден на 8 октомври 2019 г. по идея на Георги Тонев. Първият сезон на клуба е 2020/21 в ОФГ Пловдив - западна подгрупа, където се участва все още. Футболистът с най-много мачове за клуба е Георги Панайотов (55 мача), а с най-много голове е Георги Тонев (17 гола). Първият и единствен хеттрик за отбора е вкаран от Георги Тонев срещу ФК „Урожай“ в мач, който завършва 3-3. През 2022 г. е организиран футболен турнир „Купа Цалапица“, в който клуба завършва на второ място.

## Сезони
| Сезон   | Група                          | Място |
| ------- | ------------------------------ | ----- |
| 2020/21 | ОФГ Пловдив - западна подгрупа | 9/9   |
| 2021/22 | ОФГ Пловдив - западна подгрупа | 13/14 |

## Годишни отличия

### Футболист на годината
| Година | Име          |
| ------ | ------------ |
| 2021   | Георги Тонев |

### Гол на годината
| Година | Име            |
| ------ | -------------- |
| 2021   | Радослав Илиев |